# Game Wave Family Entertainment System
El sistema de entretenimiento familiar Game Wave, comúnmente abreviado como Game Wave, es un híbrido entre reproductor de DVD y consola de videojuegos doméstica fabricado por ZAPiT Games. Forma parte de la séptima generación de consolas de videojuegos.

## Historia
En octubre de 2004 se creó el primer prototipo del sistema Game Wave.
En octubre de 2005 se lanzó por primera vez en Canadá. Se lanzó en Estados Unidos a un precio de venta sugerido de $99. Venía empaquetado con el juego incluido 4 Degrees: The Arc of Trivia, Vol. 1 (posteriormente cambiado a VeggieTales: Veg-Out! Family Tournament).
Gracias al uso de juegos familiares y a una asociación con VeggieTales, el sistema tuvo cierto éxito entre los hogares cristianos.
El sistema se descontinuó en 2009. Se había planeado una consola de seguimiento para 2009.

## Hardware

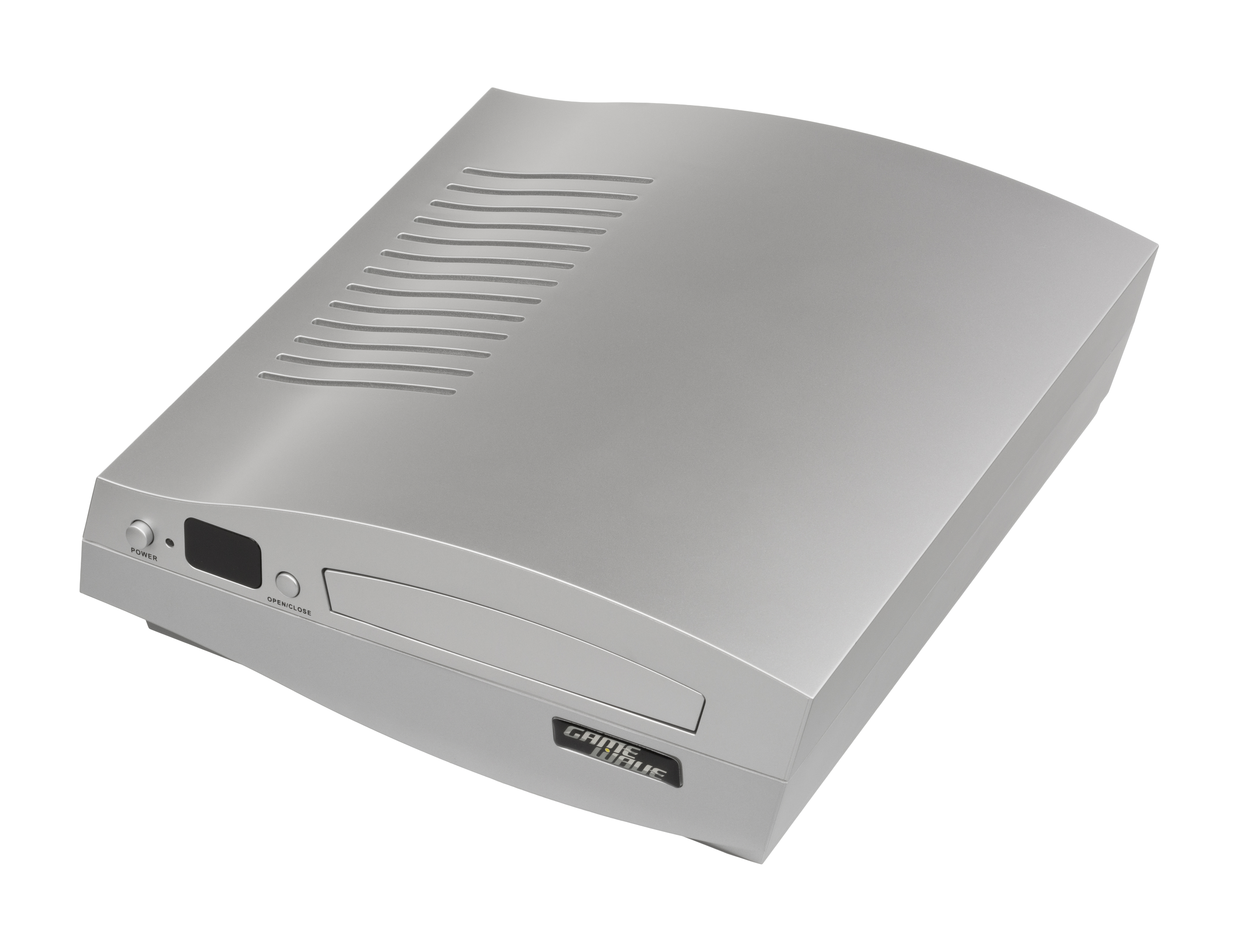
Es posible que la consola Game Wave esté desconectada del soporte del controlador.

El Game Wave venía con cables RCA y S-Video, junto con cuatro controladores inalámbricos basados en IR (modelados a partir de los controles remotos de DVD típicos) y un estuche que podía albergar hasta seis controladores. La caja y la consola están diseñadas para colocarse una al lado de la otra en un estante para formar una forma de onda completa.
El procesador principal del sistema es el Mediamatics 8611, que está acoplado a 16 megabytes de SRAM y 2 megabytes de almacenamiento de memoria flash NOR. También se utiliza un CPLD Altera MAX II.  Se utiliza una EEPROM serial Atmel para guardar datos. El sistema utiliza un DAC de audio de 2 canales dedicado para evitar regalías por el integrado en el procesador Mediamatics.
Por lo general, el software de juegos para el sistema de entretenimiento familiar Game Wave está escrito en Lua.
El sistema puede funcionar como un reproductor de DVD típico.

### Controladores

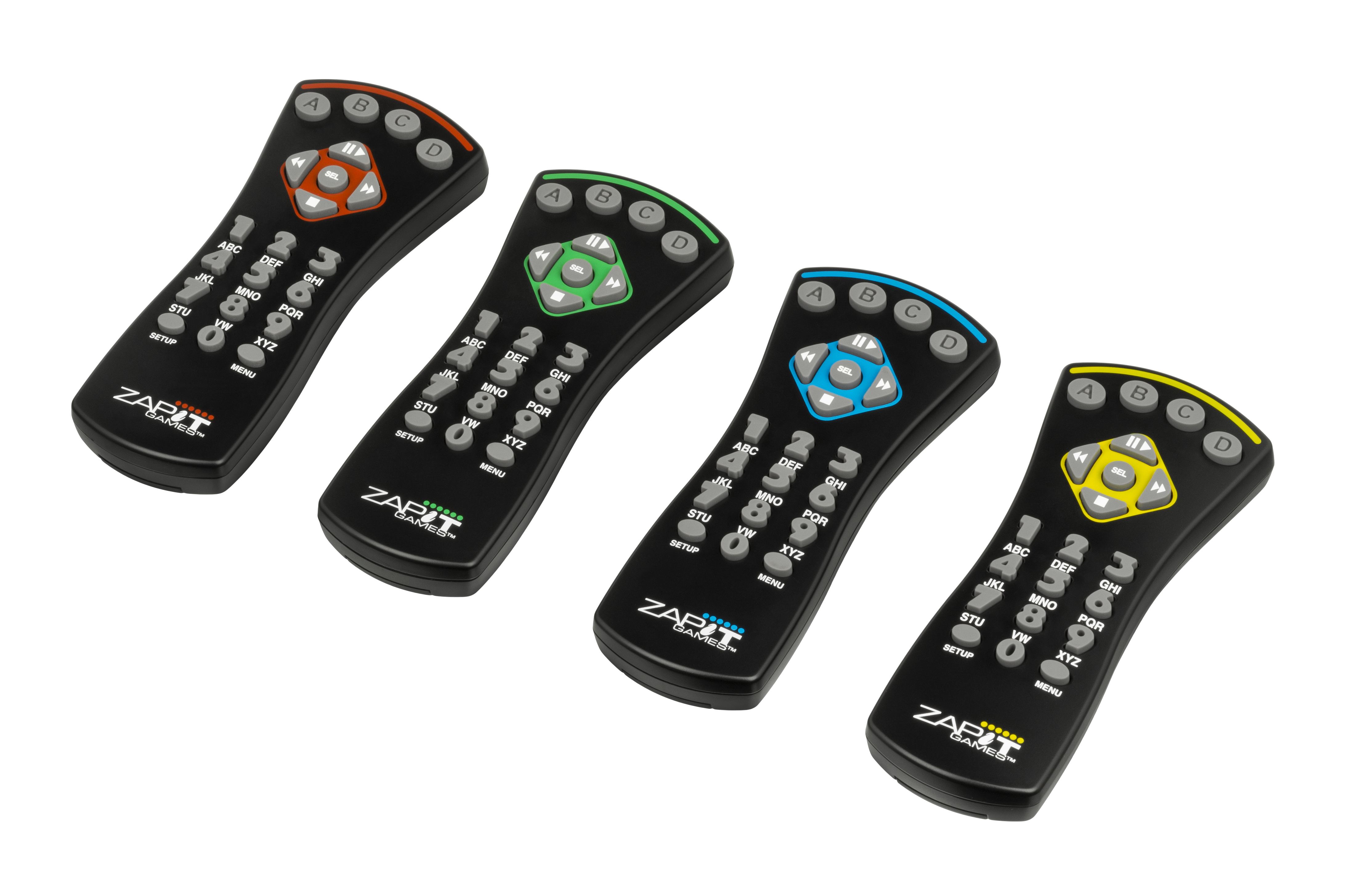
El Game Wave se envía con cuatro controles remotos codificados por colores que también funcionan como controladores de juego.

El controlador Game Wave tiene 4 botones de navegación direccionales que se utilizan para la navegación del menú y el control de reproducción de DVD. El controlador tiene 4 botones alfabéticos en la parte superior denominados "A", "B", "C" y "D", diseñados principalmente para seleccionar respuestas en juegos de trivia. Un teclado numérico recubre la parte inferior del controlador con botones de Menú y Configuración.
Los controladores Game Wave vienen en 6 colores: azul, amarillo, verde, rojo, morado y naranja. Los colores azul, amarillo, verde y rojo vienen incluidos con la consola, mientras que los controladores morado y naranja se pueden comprar por separado por un precio de venta sugerido de $30. Cada color de controlador tiene una frecuencia de infrarrojos diferente, lo que permite a la consola diferenciar los distintos controladores para el juego multijugador para hasta 6 jugadores (si el juego en cuestión lo admite).

## Juegos
Debido a la forma del controlador y a las preocupaciones de marketing para un "sistema de entretenimiento familiar", no hay géneros de juegos basados en gran medida en la acción dentro de la biblioteca de 13 juegos de Game Wave. Más bien, la biblioteca de software se compone principalmente de juegos de trivia y rompecabezas. Además, muchos juegos de Game Wave están fuertemente inspirados en otros videojuegos y programas de televisión. Quiz Konnect, el juego número 14, fue desarrollado para el mercado de la India.[cita requerida]
| Nombre                                      | Año                     | Género              | Inspirado en     |
| ------------------------------------------- | ----------------------- | ------------------- | ---------------- |
| 4 Degrees: The Arc of Trivia, Bible Edition | 2006                    | Trivia              | Trivial Pursuit  |
| 4 Degrees: The Arc of Trivia, Vol. 1        | 2006                    | Trivia              | Trivial Pursuit  |
| 4 Degrees: The Arc of Trivia, Vol. 2        | 2006                    | Trivia              | Trivial Pursuit  |
| Click!                                      | 2007                    | Word                | Wheel of Fortune |
| Gemz                                        | 2007                    | Puzzle              | Bejeweled        |
| Letter Zap!                                 | 2006                    | Word                | Boggle           |
| Lock 5                                      | 2006                    | Strategy            | Yahtzee          |
| Rewind                                      | 2007                    | Trivia              | N/A              |
| Rewind 2005                                 | 2006                    | Trivia              | N/A              |
| Rewind 2006                                 | 2006                    | Trivia              | N/A              |
| Sudoku                                      | Octubre de 2007         | Puzzle              | Sudoku           |
| VeggieTales: Veg-Out! Family Tournament     | 10 de diciembre de 2007 | Minigame collection | Mario Party      |
| Zap 21                                      | 2006                    | Card                | Blackjack        |
| Quiz Konnect                                | 2010                    | Trivia              | Trivial Pursuit  |